# Жакет

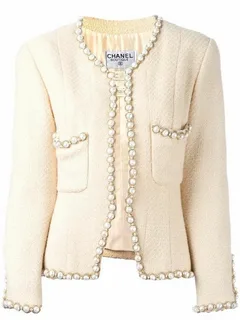
Жакет у стилі Коко Шанель

Жакет (фр. jaquette — куртка) — різновид короткого жіночого верхнього одягу з трикотажу чи вовняної тканини. Зазвичай має довгі або укорочені рукави. Жакет нагадує пальто, але на відміну від нього шиється з легшої тканини і має малу довжину. Може бути однобортним, двобортним або на блискавці, з коміром або без. Традиційні жакети мають приталений по фігурі силует, але існують різні варіації і більш вільного крою.
Коко Шанель збагатила моду XX століття твідовим жакетом без коміра, обробленим тасьмою, який тепер відносять до ділового стилю.
В'язаний вовняний жакет називають кардиганом.